# Nagios
Nagios (uttal ˈnɑːɡiːoʊs) är ett öppet övervakningssystem för datorer och annan nätverksansluten utrustning (switchar, skrivare, etc). Den gör regelbunden diagnostik på alla apparater som övervakas och varnar eller larmar när något inte fungerar som det ska.
Programmet är modulärt uppbyggt och tack vare bidrag från en stor utvecklingsgemenskap finns det en uppsjö av olika tester. De enklaste testerna körs på Nagios-servern, men mer djupgående tester körs på de datorer som övervakas, antingen på direkt förfrågan från Nagios-servern (aktiva tester) eller så kör den övervakade datorn själv testerna med lämpligt intervall och rapporterar in resultatet till Nagios (passiva tester).
Förutom att larma kan Nagios även presentera statistik på hur tillförlitlig en tjänst eller en dator har varit över tiden.

## Översikt
- Färdiga moduler finns för övervakning av de flesta nätverkstjänster som HTTP, FTP, POP3, IMAP, SMTP, SNMP, SSH, med mera.
- De övervakade datorerna kan även köra agenter som testar lasten på processor, tillgängligt minnesutrymme, temperatur, spänning, etc.
- Agenterna kör antingen testerna på eget initiativ och rapporterar status till Nagios via NSCA eller så körs de på uppmaning av Nagios-servern via NRPE.
- Ett enkelt gränssnitt gör det möjligt att skriva moduler till Nagios i valfritt programspråk.
- De övervakade maskinerna och tjänsterna kan ordnas hierarkiskt så att Nagios kan avgöra om en apparat är trasig eller inte nåbar på grund av att en annan apparat (till exempel en swtich) är trasig.
- Även metoderna för att skicka larm är modulärt och kan göras via e-post, personsökare, SMS, m.m.

### Nagios Remote Plugin Executor
Nagios Remote Plugin Executor (NRPE) är både den agent som på uppmaning av Nagios-servern utför tester på en annan dator och det protokoll som används för kommunikation mellan server och agent.

### Nagios Service Check Acceptor
Nagios Service Check Acceptor (NSCA) är den daemon som kan köras på Nagios-servern för att ta emot resultat från tester som de övervakade datorerna kör på eget initiativ (passiva tester).

### N2RRD
N2RRD är ett verktyg som lagrar statistik från Nagios i en RRD-databas. RRD står för Round-Robin Database och är en databas speciellt anpassad för att lagra data som förändras med tiden. Datat indexeras efter tidsstämpel som interpoleras för att passa databasens frekvens. Frekvensen är oftast lägre för längre tidsintervall, vilket gör att gammalt data gallras automatiskt.
Data ordnat på det viset är mycket lämpat att använda för att rita linjediagram och andra typer av grafer, vilket huvudfunktionen för N2RRD.